# Ferrorockbridgeïta
La ferrorockbridgeïta és un mineral de la classe dels fosfats que pertany al grup de la rockbridgeïta.

## Característiques
La ferrorockbridgeïta és un fosfat de fórmula química (Fe2+,Mn2+)₂(Fe3+)₃(PO₄)₃(OH)₄(H₂O). Va ser aprovada com a espècie vàlida per l'Associació Mineralògica Internacional l'any 2018. Cristal·litza en el sistema ortoròmbic.
Els exemplars que van servir per a determinar l'espècie, el que es coneix com a material tipus, es troben conservats a les col·leccions mineralògiques del Museu Victoria, a Melbourne (Austràlia), amb el número de registre: m54126 (holotipus), i les col·leccions del Museu d'Història Natural del Comtat de Los Angeles, a Los Angeles (Califòrnia) amb el número de catàleg: 67281 (cotipus).

## Formació i jaciments
Va ser descoberta a la pegmatita Hagendorf Sud, situada a Waidhaus, dins el districte de Neustadt an der Waldnaab de l'Alt Palatinat (Baviera, Alemanya). També ha estat descrita a les pedreres del mont Ryerson, a la localitat de Paris (Maine, Estats Units). Aquests dos indrets són els únics de tot el planeta on ha estat descrita aquesta espècie mineral.